# Bluvia
Bluvia è stato il marchio commerciale utilizzato dalla divisione per la navigazione di Rete Ferroviaria Italiana, la società del gruppo Ferrovie dello Stato Italiane che gestisce la rete ferroviaria nazionale, dal 2002 al 2013. Nacque in seguito alla necessaria scissione all'interno del gruppo tra Trenitalia e RFI, per differenziare il gestore della rete dal gestore dei servizi di trasporto. La navigazione marittima è stata inclusa in RFI, poiché essa è tenuta a garantire la continuità territoriale fra la Sicilia e il continente. Svolge, infatti, il servizio di trasporto dei convogli ferroviari attraverso lo stretto di Messina, fra Messina e Villa San Giovanni, dove le navi traghetto delle Ferrovie dello Stato operano ininterrottamente dal 1905. Dal 1961 al 2009 ha funzionato anche il servizio di traghettamento fra la Sardegna e la penisola, grazie alla rotta Golfo Aranci-Civitavecchia, definitivamente soppresso (compreso il trasporto merci) nel 2009.
Il 1º giugno 2012 è entrata in attività Bluferries, nuova società del gruppo FS, cui è stato interamente trasferito il traghettamento dei mezzi gommati e dei passeggeri nello Stretto di Messina, in ossequio alle direttive dell'Unione europea che impongono la separazione fra i servizi di interesse generale (come il traghettamento delle carrozze ferroviarie e dei carri merci) e i servizi aperti al mercato di libera concorrenza. Sono state trasferite a Bluferries le navi traghetto bidirezionali Riace, Fata Morgana ed Enotria, le unità veloci Selinunte Jet e Tindari Jet, il 40% delle partecipazioni in Consorzio Metromare dello Stretto, associazione temporanea di imprese che effettuava corse giornaliere con mezzi veloci fra il porto di Messina e i porti di Villa San Giovanni e Reggio Calabria fino al 30 giugno 2013 (prima detenute da RFI) e il 33% delle quote in Tremestieri Terminal S.r.l. (anch'esse prima detenute da RFI). Bluferries gode infine del diritto d'uso su tutti i ponti carrabili dei traghetti ferroviari rimasti in RFI.
In seguito a questa scissione, RFI ha dismesso il marchio Bluvia e dal 2013 utilizza direttamente il proprio marchio per i servizi di traghettamento ferroviario nello stretto di Messina.

## Larotta sarda
Nel 1961 le Ferrovie dello Stato attivarono la rotta Golfo Aranci-Civitavecchia per collegare la Sardegna alla penisola: in quell'anno entrò in servizio il Tyrsus, prima nave traghetto destinata a questa rotta, seguita un anno dopo dall'unità gemella Hermaea. Sino ad allora venivano sporadicamente utilizzati traghetti provenienti dallo stretto di Messina per il ricambio dei rotabili nell'isola.
Si trattò del primo servizio regolare tra la Sardegna e il continente comprensivo di trasporto passeggeri, auto al seguito e convogli ferroviari. La linea venne ulteriormente potenziata nel 1965 con l'entrata in esercizio della nave Gennargentu e nel 1968 con la gemella Gallura. Fu un servizio fondamentale per lo sviluppo economico e turistico dell'isola, rafforzato ancora negli anni ottanta: nel 1982 entrò in servizio l'ampio Garibaldi (l'unico traghetto ferroviario ad avere tre ponti interamente dedicati al trasporto di carri ferroviari) e nel 1989 il Logudoro, gemello del Villa e dello Scilla, operanti nello Stretto.
Negli anni novanta, a causa del declino del trasporto di merci su rotaia a favore del trasporto gommato e dell'agguerrita concorrenza privata, le Ferrovie dello Stato decisero di dismettere progressivamente la linea, non intendendo disporre finanziamenti per l'ammodernamento della flotta. Le unità più datate (Hermaea, Tyrsus, Gallura, Gennargentu) alla fine degli anni novanta vennero vendute per demolizione. Rimase in attività, dal 2000, il solo trasporto dei carri merci; nel 2008 la legge finanziaria tolse ogni finanziamento alla linea, cosicché Bluvia interruppe il servizio regolare di traghettamento: il traghetto Garibaldi fu alienato per rottame ai demolitori turchi di Aliağa, mentre il Logudoro fu destinato al servizio nello Stretto, dove iniziò a operare dal 2012. Sulla linea sarda RFI, dietro prenotazione e richiesta, invia occasionalmente traghetti utilizzati per il servizio nello stretto di Messina per solo trasporto di vagoni ferroviari.

## Flotta
I traghetti elencati di seguito in grado di trasportare contemporaneamente passeggeri, veicoli al seguito, veicoli di trasporto pesante e convogli ferroviari. L'ultima unità di questo tipo è la Messina, costruita nel 2012 presso i Nuovi Cantieri Apuania di Marina di Carrara: varata definitivamente il 7 novembre 2012 ed entrata in servizio nello Stretto nel mese di agosto 2013, è l'attuale ammiraglia di RFI.

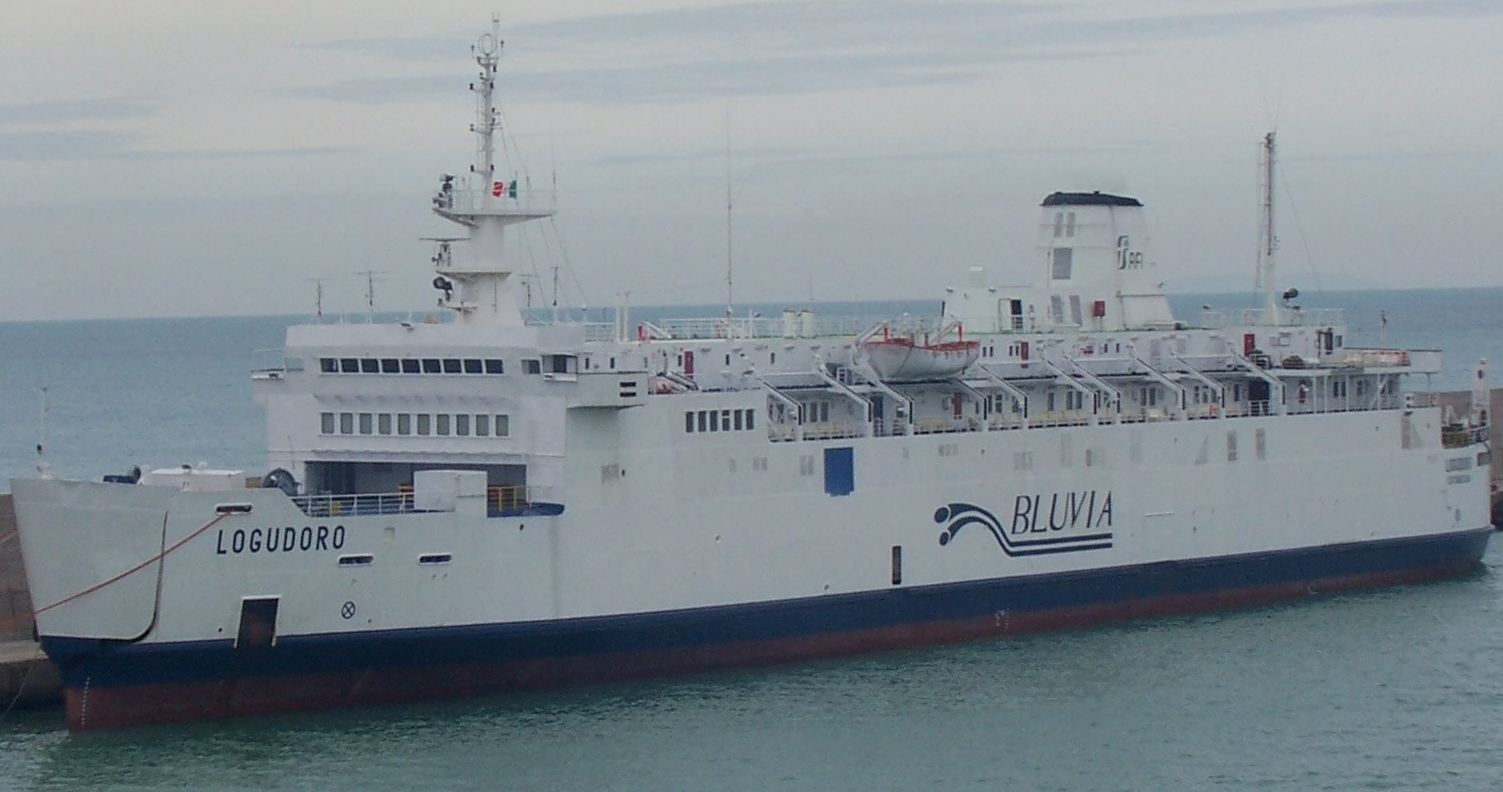
Traghetto Logudoro a Civitavecchia

Gallura

San Francesco di Paola

| Nome     | Lunghezza m | Stazza | Velocità in Nodi | Capacità passeggeri | Metri lineari carico merci | Entrata in servizio |
| -------- | ----------- | ------ | ---------------- | ------------------- | -------------------------- | ------------------- |
| Scilla   | 145         | 5.619  | 20               | 998                 | 445                        | 1985                |
| Villa    | 145         | 5.619  | 20               | 998                 | 445                        | 1985                |
| Logudoro | 145         | 6.505  | 20               | 998                 | 445                        | 1989                |
| Messina  | 147         | 6.060  | 18               | 900                 | N.D.                       | 2013                |

### Navi dismesse
- Villa (1909-1979)
- Messina (1923-1986)
- Scilla (1931-1979)
- Cariddi (1932-1992)
- Reggio (1960-1990)
- Secondo Aspromonte (1948-1990)
- Mongibello (1948-1995)
- Edra (1978-1994)
- S. Francesco di Paola (1964-1998)
- Tyrsus (1961-1994)
- Hermaea (1962-1997)
- Gallura (1968-2001)
- Gennargentu (1965-1999)
- Agata (1973-2005)
- Pace (1974-2005)
- Segesta Jet (1998-2007; dismesso in seguito a un incidente[2])
- Sibari (1970-2009)
- Garibaldi (1982-2009)
- Rosalia (1973-2012)
- Reggio (2008-2012)
- Mongibello (2005-2012)
- Iginia (1969-2015)

## Rotte
- Messina ↔ Villa San Giovanni (carrozze ferroviarie, carri merci e ferrocisterne; autovetture gestite da Bluferries; passeggeri gestiti da Blu Jet)
- Messina ↔ Villa San Giovanni ↔ Golfo Aranci (servizio a chiamata di traghettamento rotabili ferroviari da e per la Sardegna)